# Ignacy Czarnecki
Ignacy Czarnecki herbu Prus III – szambelan Stanisława Augusta Poniatowskiego, członek Stanów Galicyjskich, rotmistrz chorągwi 8. Brygady Kawalerii Narodowej od 1777 roku.
W 1788 roku został kawalerem Orderu Świętego Stanisława.